# Football Club Merano Calcio
Il Football Club Merano Calcio è una società calcistica di Merano fondata nel 2002, che attualmente milita nel campionato provinciale dilettanti di Prima Categoria della Provincia di Bolzano nel girone A. Nella stagione sportiva 2016/17 si è classificata al 2º posto ed ha ottenuto, dopo uno spareggio a tre con Terlano e Campo Tures, il titolo sportivo per accedere al campionato provinciale di Promozione.

## Storia
Come tutto lo sport meranese ha le sue origini nell'ambito della pratica dell'esercizio ginnico.

La società, denominata Turnverein Meran o anche Meraner Turnverein (Soc. Ginnastica Merano oppure Ginnastica Meranese), si costituì nel 1886 e fu la prima società cittadina a giocare al calcio.
Nel dopo-guerra lo Sportklub Meran (che i giornali bolzanini "Der Landsmann" e "Der Tiroler" citano anche come Sportclub e Sport Club Meran) partecipò col Meraner Turnverein alle prime sfide con le squadre bolzanine e ad un Campionato Altoatesino (Hochetscher Fußballverband) organizzato nell'inverno 1923 che non fu portato a termine. Dal 1921 militava nel club il giocatore Heinrich Schönfeld, divenuto nel 1930 allenatore del Football Club Trapani 1905.
Partecipò anche al primo campionato di Terza Divisione 1926-1927 del neo-costituito Direttorio Trentino classificandosi 3º su 8 squadre, campionato culminato nello spareggio tra U.S. Rovereto e U.G. Trento che vide vittoriose le zebrette a Verona per 3-1.
Nel 1927 accetta la fusione con le altre compagini cittadine Hansa e Roma ponendo quale condizione essenziale il poter conservare la propria denominazione. Lo S.C. Merano ebbe vita breve e fu sciolto prima del 1933.

Rinata nel 1936 alla fine della Guerra d'Etiopia con la nuova denominazione di Merano Sportiva, partecipò ad alcuni campionati tridentini di Prima Divisione fino alla radiazione per inattività prima dell'inizio del campionato 1940-41.
Ricostituita nel 1945, ripartì dalla Prima Divisione venendo subito promossa in Serie C dove restò fino al declassamento in Promozione. Dopo varie retrocessioni e repentine promozioni in IV Serie la Merano Sportiva si fonde con il F.C. Passirio nato nel 1956.
Il Passirio rimane unica compagine cittadina solo per 2 stagioni perché nel 1968 nasce l'A.C. Merano. Dopo 14 anni le due compagini arrivano ad un'altra fusione e successivo ritorno nell'ex Serie D ormai diventato campionato Interregionale.
Esaurite le finanze la società viene chiusa nel 1993. Il Merano Calcio è poi rinato nel 2002  dall'unione tra U.S. Merano Sinigo e F.C. Fortuna Merania (quest'ultima era nata nel 1977 col nome di F.C Fortuna Merano).
Il 10 gennaio 2016 l'U.S. Sinigo è stata rifondata mantenendo gli storici colori sociali bianco-verdi e nella stagione sportiva 2016/17 ha partecipato al campionato provinciale di III categoria, girone A, classificandosi 9 su 11 partecipanti con 19 punti complessivi, frutto di 6 vittorie ed 1 pareggio.

## Palmarès

### Competizioni regionali
- Promozione: 2

1953-1954, 2002-2003 (girone Bolzano)
- Prima Categoria: 2

1959-1960, 1962-1963
- Prima Divisione: 2

1945-1946 (girone B), 1950-1951
- Seconda Categoria: 1

2015-2016